# Brunberg

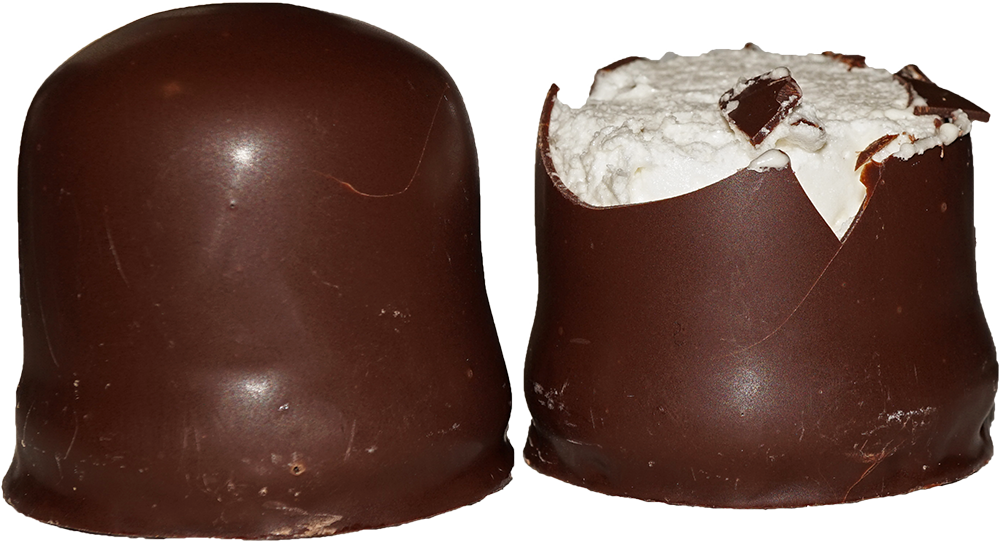
Brunbergs chokladkyssar

Brunberg Oy är ett finländskt företag, som gör sötsaker. Fabriken grundades år 1871 i Borgå. Ungefär år 1930 inleddes chokladtillverkningen. Sötsaksfabriken ägs sedan år 1928 av familjen Brunberg.